# Serripes laperousii
Serripes laperousii är en musselart som först beskrevs av Gérard Paul Deshayes 1839.  Serripes laperousii ingår i släktet Serripes och familjen hjärtmusslor. Inga underarter finns listade i Catalogue of Life.